# Саміум
Саміум — вождь аморейського племені, імовірний правитель Ларси.

## Правління
Вважається третім царем Ларси, хоч у тому місті не залишив жодних слідів. Однак відомо, що саме його, а не царя Ісіна того періоду визнавали правителем у Лагаші.